# Le Canarien

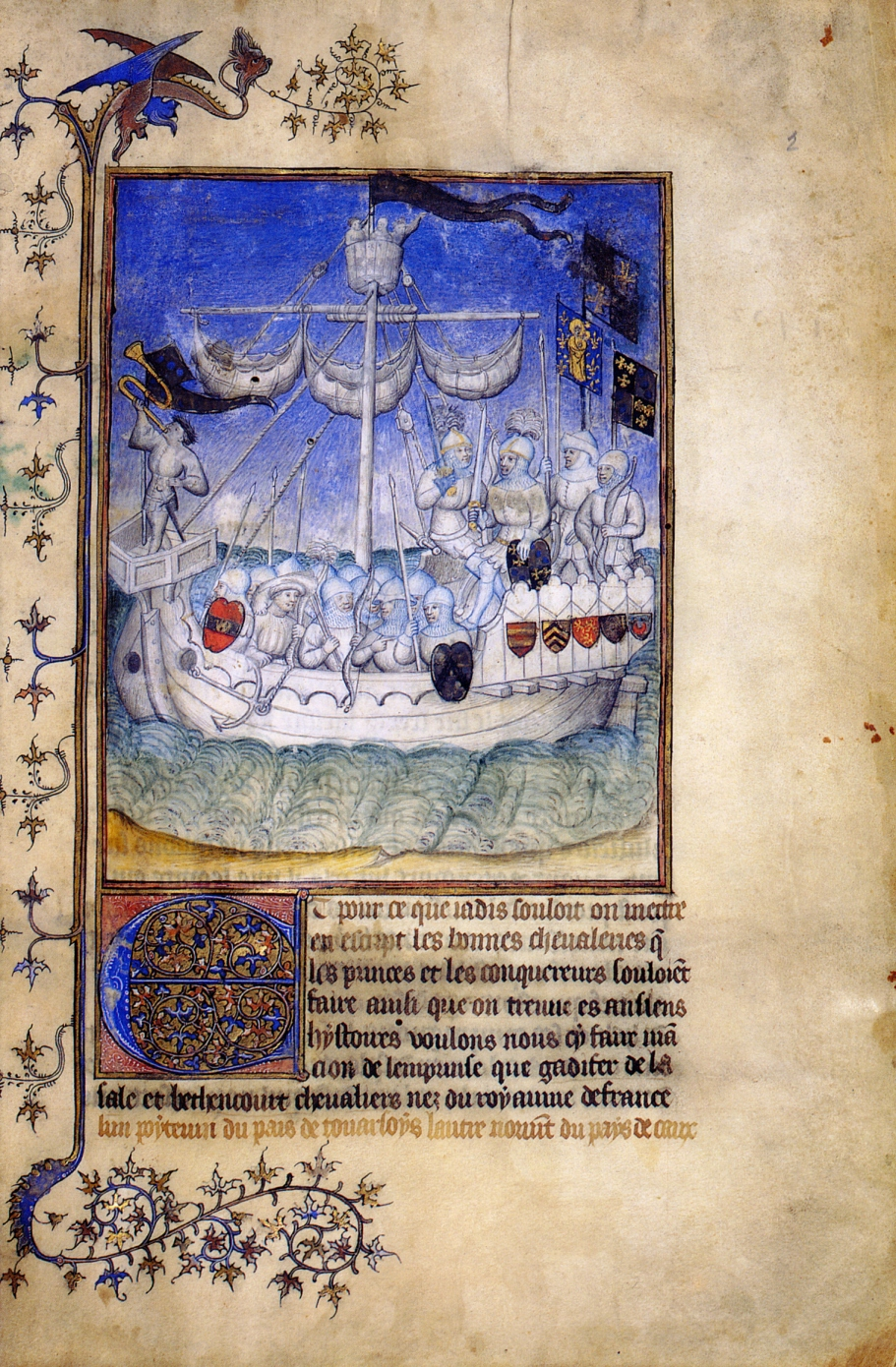
Seite der Version G (fol.2r)

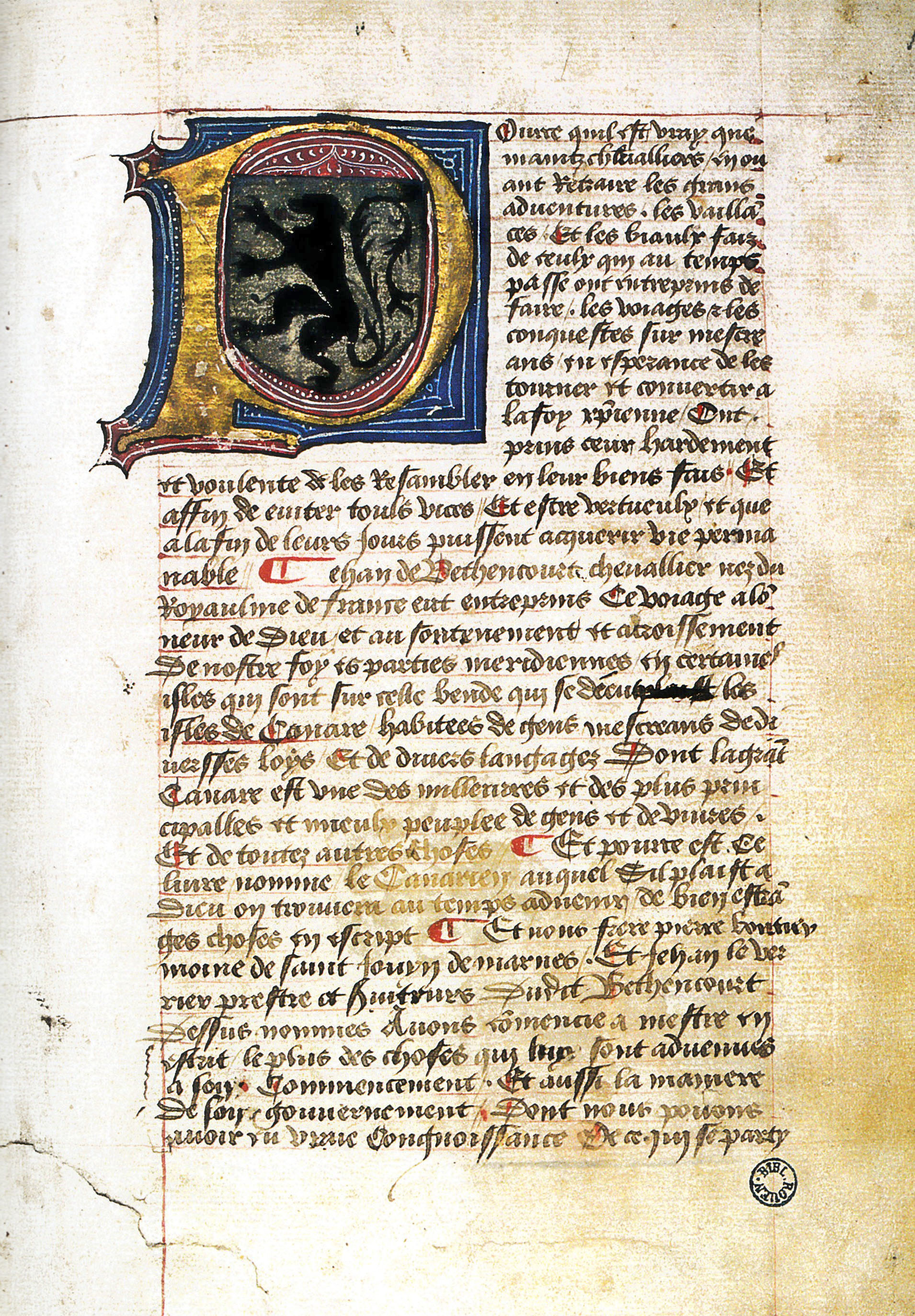
Seite der Version B (fol.1r)

Le Canarien ist die Chronik des diplomatischen, missionarischen und kriegerischen Vorgehens von Jean de Béthencourt, Gadifer de La Salle, ihrer Soldaten und der Geistlichen bei der Unterwerfung und Christianisierung der Urbevölkerung der Kanarischen Inseln ab 1402. Die erste Fassung des Berichtes wurde im Verlauf der Ereignisse auf Lanzarote von den Geistlichen Pierre Bontier und Jean Le Verrier in französischer Sprache verfasst. Le Canarien gilt als die wichtigste Quelle für Informationen über die Lebensweise der Ureinwohner der Kanarischen Inseln.

## Entstehung der Urfassung
Die nicht mehr vorhandene Urfassung des Berichtes wurde von Jean Le Verrier, dem Kaplan Gadifer de La Salles, und Pierre Bontier, dem Kaplan Jean de Béthencourts, verfasst. Die beiden Geistlichen, die an den Kampfhandlungen und den gefährlichen Besuchen der anderen Inseln nicht immer selbst teilnahmen, schrieben jeweils nach dem Ende dieser Ereignisse die Berichte der Teilnehmer nieder. Es ist anzunehmen, dass Gadifer de La Salle, der an allen diesen Unternehmungen persönlich beteiligt war, den Chronisten die Texte wenn nicht diktierte, so doch vorgab. Die Darstellungen dürften demzufolge durch die Sicht der Soldaten, aber auch durch die Erwartungshaltung der Kleriker geprägt sein.

## Inhalt der Chronik
Die Chronik beschreibt den gesamten Verlauf der Reise vom Verlassen Frankreichs bis zur Rückkehr Jean de Béthencourts in seinen Heimatort Grainville-la-Teinturière. Die Chronik widmet sich neben der Darstellung der Handlungsabläufe sehr ausgiebig der Beschreibung der Landschaft, der Bodenbeschaffenheit, der Wasserversorgung und der Fruchtbarkeit der Kanarischen Inseln. Die Unterschiede im Aussehen, der Sprache, der Lebensweise, der Bräuche und des Glaubens der Ureinwohner der einzelnen Inseln werden detailliert beschrieben.

## Versionen der Chronik

### Version G oder Kodex Egerton 2709
Die Version G ist eine illuminierte Handschrift. Sie besteht aus 36 Blättern, die jeweils auf der Vorder- und der Rückseite beschrieben sind. Sie sind 26,7 × 17,7 cm groß. Sie wurde zwischen 1404 und 1420 vermutlich für den Herzog von Burgund Johann Ohnefurcht angefertigt. Die Gestaltung wird der Werkstatt des Meisters der Cité des Dames zugeschrieben. Der Text ist eine unvollständige Kopie der Urfassung des Le Canarien, die mit der Zustimmung Gadifer de La Salles, vermutlich sogar auf seine Initiative hin, erstellt wurde. Es ist sehr wahrscheinlich, dass durch ihn einige Stellen des Originaltextes geändert und Teile zugefügt wurden. Der Herzog von Burgund Philipp der Gute erwähnt das Manuskript in dem Inventar seiner Bibliothek von 1420. Der Kodex befindet sich seit 1888 in der Sammlung Egerton der British Library. Er wird daher auch Kodex Egerton 2709 genannt.
Im Jahr 1896 veröffentlichte der französische Historiker Pierre Margry die erste gedruckte Ausgabe der Version G des Le Canarien. (Pierre Margry: La Conquête et les conquérants des îles Canaries. Nouveles recherches sur Jean IV de Béthencourt et Gadifer de La Salle. Le vrai manuscrit du Canarien. Paris 1896.)

### Version B oder Kodex Montruffet
Das Manuskript der Version B stammt von Jean V. de Béthencourt, dem einzigen Sohn von Morelet, dem Bruder des Eroberers Jean IV. de Béthencourt. Es besteht aus 88 Blättern, die jeweils auf der Vorder- und der Rückseite beschrieben sind. Sie sind zwischen 18 und 20,5 cm hoch und zwischen 11 und 12 cm breit. Es gibt Hinweise darauf, dass das ganze Manuskript B zwischen den Jahren 1488 und 1491 geschrieben wurde. Der Autor der Version B scheint die Vorlage für die illuminierte Handschrift der Version G besessen zu haben. Im Jahr 1630 veröffentlichte Pierre de Bergeron die erste gedruckte Ausgabe des Manuskriptes B. (F. Pierre Bontier, Jean Le Verrier: Histoire de la premiere conqueste et descouverte des Canaries, faite des l’an 1402 par messire Jean de Béthencourt, chambellan du roy Charles VI, escrite du temps meme par F. Pierre Bontier et Jean Le Verrier, et mise en lumiere par M. Galien de Béthencourt. Hrsg.: Pierre Bergeron. Paris 1630.) In den mehr als zweihundert Jahren von dieser Veröffentlichung bis zum Auffinden der Version G im Jahr 1887 galt die von Bergeron veröffentlichte Chronik bei den Historikern als zuverlässige Quelle für die Erforschung der Ureinwohner der Kanarischen Inseln. Die Version B, nach einer früheren Eigentümerin, der Marquesa Emma de Mont-Ruffet, auch als Kodex Montruffet bezeichnet, wird in der Stadtbibliothek von Rouen aufbewahrt.

### Unterschiede im Inhalt
Vom Anfang bis einschließlich Kapitel LXIX bezieht sich der Text auf die ersten zwei Jahre der Aktionen auf den Kanarischen Inseln. Dieser Teil der Version B gibt nahezu wörtlich mit einigen Veränderungen den gleichen Text wie die Version G wieder. Die Veränderungen, die in die Version B eingeführt wurden, dienten dazu, Jean de Béthencourts die überragende Bedeutung bei der Eroberung zuzuerkennen. In der Version G erkennt man eindeutig, dass Jean de Béthencourt und Gadifer de La Salle diese Eroberung gemeinsam unternommen haben, zusammen und unter der Bedingung der Gleichheit. Ziel der Version B ist es aufzuzeigen, dass Gadifer nur einer der Männer unter dem Befehl Béthencourts gewesen sei. Allgemein enthalten die Zusätze in der Version B keine neuen Informationen, sondern interpretieren das Geschehene.
Die Kapitel LXX bis einschließlich LXXVI enthalten die Eroberung Fuerteventuras und die Bekehrung der Könige bis zur ersten Reise Béthencourts nach Frankreich. Der Kodex Egerton 2709 ist eine nicht komplette bearbeitete Kopie der Vorlage der Urschrift des Le Canarien. Die Wiedergabe bricht vor den im zweiten Teil der Version B beschriebenen Ereignissen ab. Es deutet viel darauf hin, dass die Quelle der Version B die Weiterführung der heute verlorenen Vorlage des Kodex Egerton 2709 ist und auch hier von Jean V. de Béthencourt bei der Bearbeitung des Textes Veränderungen vorgenommen wurden. Einige Formulierungen zeigen, dass dem Autor des Textes die Biografie seines Onkels Jean IV. de Béthencourt nicht geläufig war, er kein Spanisch sprach und die Kanarischen Inseln nicht kannte. Es scheint, dass er nicht immer alles, was er schrieb, auch verstand.
Die Kapitel LXXVII bis zum zweiten Abschnitt des Kapitels LXXXVIII handeln von der Reise Béthencourts in die Normandie, seiner Rückkehr zu den Inseln, seinen Expeditionen nach Gran Canaria, La Palma und El Hierro, seiner Reise nach Kastilien und Rom bis zur endgültigen Rückkehr in die Normandie. Die Berichte dieser Kapitel haben, mit Ausnahme der Expeditionen auf die westlichen Inseln, keinen Bezug zur Version G. Die Angaben über die Reise in die Normandie widersprechen den Dokumenten, die in Frankreich über diese Zeit vorliegen. Es ist sicher, dass Jean de Béthencourt im Frühjahr 1405 nicht in der Normandie war. Die Zeitangaben über die Besuche auf den westlicheren Inseln erscheinen weitgehend unglaubwürdig. Die Beschreibungen dieser Reisen sprechen dafür, dass sie unternommen wurden, die Zeitangaben und die Angaben über den Ablauf erscheinen aber unsicher.
Der zweite Teil des Kapitels LXXXVIII enthält die Beschreibung der letzten Jahre des Lebens Jean de Béthencourts. Dieser Teil der Version B beschreibt einen Zeitraum, zu dem die Kopie der Version G bereits abgeschlossen war. Die in diesem Teil des Le Canarien genannten Fakten widersprechen in großem Maß anderen in Frankreich vorhandenen Dokumenten.

## Illustration der Handschriften

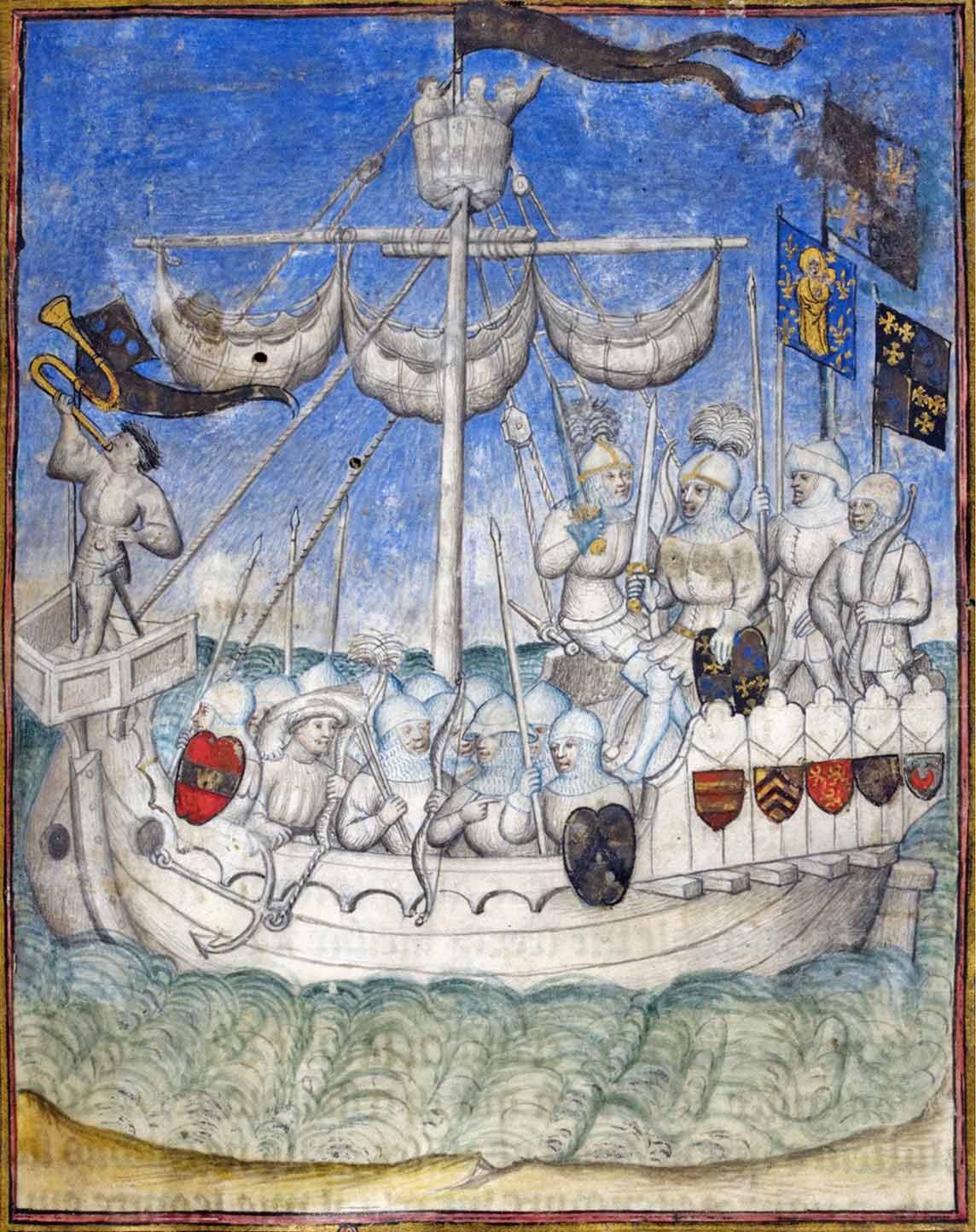
Einzige bildhafte Darstellung der Version G

### Kodex Egerton 2709
Der Kodex Egerton wurde auf Pergament geschrieben. Die Gestaltung des Manuskriptes ist nicht so bedeutend im Hinblick auf die Menge, sondern wegen der hohen Qualität der einzigen Miniatur, die in der Art eines Frontispizes auf dem Blatt 2 auf der rechten Seite dem Text vorausgeht. Das Bild zeigt ein Schiff, auf dessen Heckkastell zwei Männer in Rüstungen mit gezogenen Schwertern zu sehen sind. Sie sollen offenbar Gadifer de La Salle und Jean de Béthencourt darstellen. Von den abgebildeten Fahnen können zwei nicht zugeordnet werden. Die unterste Fahne und die Wimpel entsprechen dem Wappen Gadifer de La Salles. Auch die Wappen an der Seite des Schiffskastells können nicht identifiziert werden. Der Beginn jedes neuen Kapitels wird mit einer Initiale angezeigt, die die Höhe von drei Zeilen hat. Diese Initialen zeigen auf einem Goldgrund eine sehr differenzierte pflanzenartige Ornamentik in verschiedenen Farben.

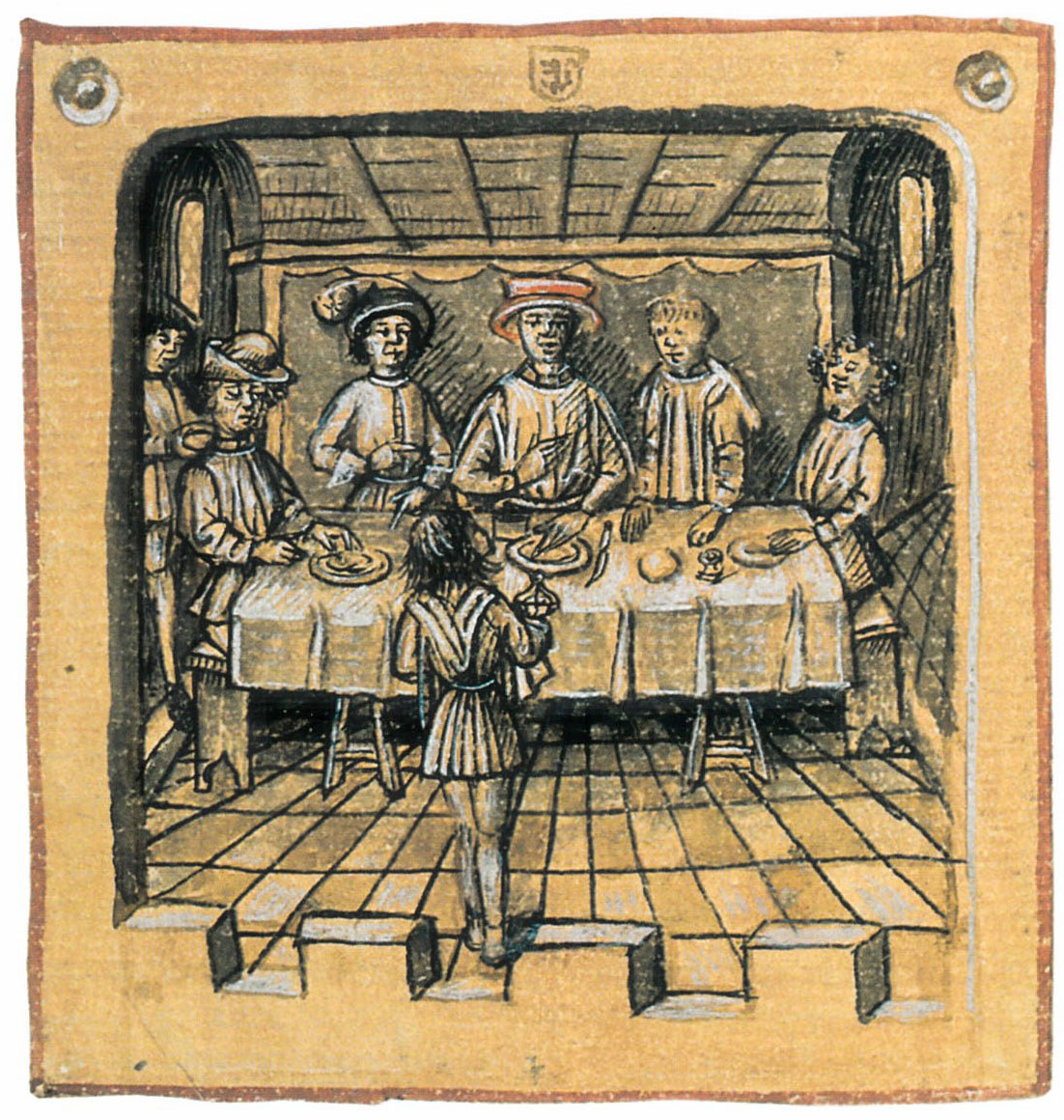
Abbildung vor Kapitel LXXXIII der Version B

### Kodex Montruffet
Der Kodex Montruffet wurde auf Papier geschrieben. Er zeichnet sich durch 85 Federzeichnungen aus, die etwa 7,5 × 11 cm groß sind. Sie befinden sich meist am Beginn des Kapitels, dessen Inhalt sie darstellen. Auffallend sind der Reichtum an Schauplätzen mit sehr unterschiedlichen Bildkompositionen und die Darstellung von Einzelheiten. Diese Bilder nähern sich zwar inhaltlich dem Text an, geben aber nicht die historische Wirklichkeit wieder. Bei einigen Bildern kann man bei den Landschaften, die hinter den handelnden Figuren abgebildet sind, verschiedene Orte in der Normandie erkennen. Der Illustrator hatte offenbar keinerlei Kenntnisse der Kanarischen Inseln. Die Art der perspektivischen Darstellung, die teilweise angewendet wurde, erscheint für die Entstehungszeit am Ende des 15. Jahrhunderts erstaunlich fortschrittlich. Die verwendete Farbskala ist sehr einfach. Es überwiegt ein bräunlicher Ton. Die Umrisse werden in schwarzer Farbe dargestellt. Rot wird für die Rahmen und selten auch für Einzelheiten im Bild verwendet. Größere Flächen sind meist in einem verwaschenen Ockerton angelegt. In einigen Fällen wird der Ockerton durch ein Grau ersetzt. Durch weiße Farbe werden Lichteffekte erzeugt.
Das Frontispiz zeigt das Wappen Jean de Béthencourts mit zwei nur mit einem Lendenschurz bekleideten Männern als Schildhalter. Außer durch die Abbildungen wird der Kodex Montruffet durch zwei mit Gold und vielen Farben gestaltete Initialbuchstaben geschmückt. In einem von ihnen wird das Wappen Jean de Béthencourts, der aufrecht stehende Löwe, dargestellt.

## Bewertung der historischen Korrektheit
In der Zeit von der Veröffentlichung der Version B im Jahr 1630 bis zur Entdeckung der Version G im Jahr 1887 ging die Geschichtswissenschaft von einem hohen Wahrheitsgehalt der vorliegenden Darstellung aus. Die erkennbaren Unterschiede zwischen den beiden Versionen veranlassten verschiedene Historiker im 20. Jahrhundert die Angaben des Le Canarien mit anderen historischen Quellen zu vergleichen. Eine sehr ausführliche Kritik wurde 1959–1965 zusammen mit einer neuen Übersetzung beider Versionen in die spanische Sprache unter dem Titel Le Canarien, crónicas francesas de la conquista de Canarias, publicadas a base de los manuscritos con traducción y notas históricas criticas (Le Canarien, französische Chroniken über die Eroberung der Kanarischen Inseln, herausgegeben auf der Grundlage der Handschriften mit einer Übersetzung und historisch-kritischen Anmerkungen) von Elías Serra und Alejandro Cioranescu veröffentlicht. In den folgenden Jahren kamen zu dieser Veröffentlichung die Apéndices a los tres volúmenes de Le Canarien (Anhänge zu den drei Bänden des Le Canarien) hinzu, die u. a. Dokumente aus Frankreich und Spanien enthalten. In dieser Untersuchung wird festgestellt, dass sich ein großer Teil der Ereignisse, die in der Version G und in den ersten Teilen der Version B geschildert werden, durch andere Dokumente belegen lassen. Allerdings ist die chronologische Zuordnung in der Version B offenbar nicht immer zutreffend. Nach dem Studium einschlägiger Dokumente hält Cioranescu die Berichte der Ereignisse, die die Zeit betreffen, nachdem Béthencourt die Kanarischen Inseln endgültig verlassen hatte, für weitgehend unglaubwürdig.